# Liste der Mitglieder des Landtages Sachsen-Anhalt (1946–1952, 1. Wahlperiode)
Diese Liste gibt einen Überblick über die Mitglieder des Landtages der Provinz Sachsen-Anhalt in der SBZ (seit 7. Oktober 1949 DDR) in der 1. Wahlperiode vom 18. November 1946 bis zum 2. Oktober 1950.
Die Landtagswahl 1946 hatte am 20. Oktober stattgefunden.

## Zusammensetzung
| Fraktion | Sitze |
| -------- | ----- |
| SED      | 51    |
| CDU      | 24    |
| LDPD     | 32    |
| VdgB     | 2     |
| gesamt   | 109   |

Im Oktober 1949 wurden vier Mitglieder der neu gegründeten Blockparteien DBD und NDPD (ohne je gewählt zu sein) in den Landtag aufgenommen. Sie nahmen an den Ausschusssitzungen und der Plenarsitzung teil, hatten aber nur beratende Stimme.

## Präsidium
- Präsident des Landtags
 Bruno Böttge (SED) bis Oktober 1948
 Adam Wolfram (SED)
- Vizepräsidenten:
 Werner Hennemann (CDU) bis März 1948
 Anton Miller (CDU) bis Juni 1948
 Karl Gierke (CDU) bis Januar 1950
 Franz Weichsel (CDU)
 Kurt Schwarze (LDPD)
 Otto Körting (VdgB) bis Juli 1950
- Schriftführer:
 Klara Schwab (SED)
 Walter Biering (VdgB)
 Anna Sasse (SED)
 Ewald Ernst (CDU)
 Agnes Raab (CDU)
 Martin Fuchs (CDU)
 Ludwig Münz (LDP)
 Herbert Fiering  (LDP)
 Arno Roßberg (LDP)

## Fraktionsvorsitzende
- Fraktion der SED
 Bernard Koenen
- Fraktion der CDU
 Erich Fascher bis zum 24. März 1947
 Anton Miller bis 1949
 Friedrich Hampel 1949
 Leopold Becker
- Fraktion der LDP
 Carl Delius bis zum 21. April 1947
 Fritz Hesse bis Juni 1947
 Martin Wiegel September 1947 bis Juni 1948
 Kurt Schwarze
- Fraktion der Mitte
 Arno Roßberg ab Februar 1950

## Abgeordnete
| Name                     | Fraktion | Wahlbezirk  | Anmerkungen |
| ------------------------ | -------- | ----------- | --- |
| Fritz von Basse          | SED      | 8           | |
| Emma Baszulewski         | SED      | 7           | |
| Elisabeth Becker         | LDP/SED  | 8           | im Dezember 1946 Übertritt in die SED |
| Leopold Becker           | CDU      | 5           | |
| Jenny Beeck              | LDP      | Landesliste | Mandatsniederlegung am 30. März 1950 |
| Max Bergner              | SED      |             | Nachrücker für Rudolf Eberhard am 4. September 1950. |
| Erich Besser             | SED      | 4           | am 11. Juni 1950 verhaftet |
| Willy Bennemann          | LDP      |             | Nachrücker für Friedrich Kümmel am 4. September 1950. |
| Walter Biering           | VdgB     | Landesliste | Schriftführer |
| Kurt Biskaborn           | LDP      |             | Nachrücker für Martin Wiegel am 29. Juni 1949 |
| Elsa Bode                | SED      | 3           | |
| Werner Bock              | LDP      |             | Nachrücker für Wilhelm Zimmermann am 27. April 1950. |
| Bruno Böttge             | SED      | 5           | Landtagspräsident bis Oktober 1948 Mandatsniederlegung am 6. Oktober 1948, Nachrücker wurde Willy Schöpfel                                                                                          |
| Elli Brandt              | SED      |             | Am 7. Februar 1948 als Nachrücker für den verstorbenen Otto Schumann eingetreten |
| Ernst Brandt             | SED      | 3           | |
| Carl Broßmann            | CDU      |             | Nachrücker für Bruno Nitzschke am 16. Juni 1950. |
| Hermann Bruckhoff        | LDP      |             | Mandatsniederlegung, Nachrücker wurde Richard Haag am 10. Januar 1947 |
| Werner Bruschke          | SED      |             | |
| Franz Busch              | LDP      | 2           | Aufhebung der Immunität am 23. August 1950 wegen eines Wirtschaftsstrafverfahrens |
| Walter Chemnitz          | SED      | 8           | |
| Kurt Dahlenburg          | LDP      | 6           | Mandatsniederlegung am 25. April 1950. Nachrücker wurde Gerhard Lekszas |
| Erich Damerow            | LDP      |             | |
| Karl Dannemann           | LDP      | 1           | Mandatsniederlegung am 27. April 1950. Nachfolger wurde Herbert Schmidt |
| Ernst Deider             | CDU      |             | Mandat am 19. März 1947 niedergelegt. Nachrücker wurde Gertrud Weißenfels |
| Carl Delius              | LDP      | 8           | bis zum 21. April 1947 Fraktionsvorsitzender |
| Ewald Dietrich           | LDP      | 2           | |
| Gustav Dietrich          | LDP      | 7           | |
| Hermann Ebel             | SED      |             | Am 5. November 1947 als Nachrücker für Artur König eingetreten |
| Rudolf Eberhard          | SED      | 2           | Verhaftung am 2. Juli 1950 Mandatsentzug am 4. September 1950. Nachrücker wurde Max Bergner |
| Friedrich Eckardt        | SED      | 9           | |
| Ludwig Einicke           | SED      | 4           | |
| Helmut Enke              | CDU      |             | Nachrücker für Anton Miller am 10. Oktober 1949 |
| Ewald Ernst              | CDU      | Landesliste | Schriftführer Mandat am 17. April 1947 zurückgegeben. Nachrücker wurde Martin Fuchs |
| Erich Fascher            | CDU      |             | Mitglied bis zum 24. März 1947 Fraktionsvorsitzender / Nachrücker wurde Eduard Schilke |
| Kurt Fiedler             | LDP      | 9           | Mandatsniederlegung im Frühjahr 1950 (dem Landtag in der Sitzung vom 25. Februar 1950 mitgeteilt)                                                                                                   |
| Herbert Fiering          | LDP FdM  | 8           | Schriftführer im Dezember 1948 Ausschluss aus der Fraktion, zunächst fraktionslos im Februar 1950 Beitritt zur Fraktion der Mitte Mandatsniederlegung am 15. August 1950                            |
| Johanna Frauendorff      | SED      |             | Nachrückerin am 4. September 1950. |
| Albert Friedrich         | SED      | 5           | |
| Ferdinand Fritz          | LDP      | 8           | Mandatsniederlegung am 1. April 1950. Nachrücker wurde Hans Schober |
| Carl Fuchs               | LDP      |             | |
| Martin Fuchs             | CDU FdM  | Landesliste | Am 17. April 1947 als Nachrücker für Ewald Ernst eingetreten. Schriftführer Anfang 1950 Austritt aus der CDU-Fraktion, Mitglied der FdM                                                             |
| Erika Fürst              | SED      | 5           | Verhaftung am 22. Mai 1950 Mandatsniederlegung am 16. Juni 1950 |
| Elsa Gärtner             | SED      | 8           | |
| Otto Gehre               | SED      |             | Nachrücker für Fritz Jungmann am 4. September 1950. |
| Rose Gerisch             | SED      | 2           | |
| Karl Gierke              | CDU      | 9           | Fraktionsmitglied bis zum 16. Januar 1950, danach Verlust aller Parteiämter blieb bis August 1950 fraktionsloses Mitglied des Landtages, danach Flucht nach Westdeutschland                         |
| Richard Haag             | LDP      | 4           | Am 10. Januar 1947 als Nachrücker für Bruckhoff eingetreten / Mandatsniederlegung am 16. März 1950                                                                                                  |
| Richard-Wilhelm Haase    | CDU      | 5           | |
| Friedrich Hampel         | CDU      | 4           | Mandatsniederlegung am 25. Februar 1950. Nachrücker wurde am 31. März 1950 Helmut Ressel |
| Hans Hanke               | LDP      | 8           | Austritt aus der LDP-Fraktion am 30. April 1949 |
| Alfons Hedemann          | LDP      |             | Nachrücker für Ludwig Münz am 16. Juni 1950. |
| Gerhart Heine            | LDP      | 3           | Am 10. Januar 1947 als Nachrücker für Dumont eingetreten / Mandatsniederlegung am 31. März 1950 |
| Max Heinemann            | SED      | 8           | |
| Werner Hennemann         | CDU      | Landesliste | Vizepräsident Mandatsniederlegung im März 1948 Flucht nach Westdeutschland. Nachrücker wurde am 4. Mai 1948 Wilhelm Rost                                                                            |
| Martin Henze             | SED      |             | Am 8. April 1949 als Nachrücker für Erich Josuns eingetreten |
| Paul Henze               | SED      | 9           | Mandatsentzug Anfang 1950 |
| Leo Herwegen             | CDU      | 8           | Mandatsentzug im Dezember 1949. Nachrücker wurde am 31. Januar 1950 Franz Woitzyk |
| Fritz Hesse              | LDP      | 5           | vom 21. April bis Juni 1947 Fraktionsvorsitzender Mandatsniederlegung am 28. Juni 1948, Nachrücker wurde Friedrich Hüllweck                                                                         |
| Fritz Hoffmann           | LDP      |             | Nachrücker für Max Schlege am 4. September 1950. |
| Ludwig Hoffmann          | LDP      |             | Nachrücker für Hermann Scharf am 27. April 1950. Mandat am 4. September 1950 niedergelegt |
| Franz Holler             | LDP      | 5           | im November 1947 Flucht nach Westdeutschland |
| Friedrich Hüllweck       | LDP      |             | Nachrücker für Fritz Hesse am 6. Oktober 1948. Mandat am 4. September 1950 niedergelegt. |
| Willy Isensee            | SED      | 1           | |
| Martin Jäger             | SED      |             | Wegen Krankheit am 3. Dezember 1946 Mandat niedergelegt. Nachrücker wurde Georg Rößler |
| Fritz-Gerhard Jordan     | CDU      |             | Nachrücker für Zepf am 27. April 1950 / August 1950 Flucht in die BRD / Mandatsentzug am 4. September 1950                                                                                          |
| Erich Josuns             | SED      | 2           | Mandatsniederlegung am 22. März 1949, Nachrücker wurde am 8. April 1949 Martin Henze |
| August Jung              | CDU      | 2           | Mandatsniederlegung im April 1949, Nachrücker wurde am 8. April Frieda Stolzenbach |
| Fritz Jungmann           | SED      | Landesliste | stellvertretender Fraktionsvorsitzender / Mandatsniederlegung im 4. September 1950. Nachrücker wurde Otto Gehre                                                                                     |
| Karl Kalusa              | SED      | 5           | |
| Heinrich Kammerahl       | SED      | 5           | |
| Otto Kamps               | LDP      |             | |
| Hans Heinrich Kellermann | CDU      |             | Nachrücker für Gertrud Weißenfels am 8. April 1949 |
| Wilhelm Kemper           | SED      | 4           | Mandatsniederlegung am 4. September 1950. Nachrücker wurde Erich Scheinhardt |
| Katharina Kern           | SED      | 6           | Mandat am 27. April 1950 niedergelegt. Nachrückerin wurde Frieda Voß |
| Adalbert Kitsche         | LDP      |             | Nachrücker für Otto Kramer am 27. April 1950 |
| Wilhelm Koch             | CDU      | 8           | Mandat am 27. April 1950 niedergelegt. Nachrücker wurde Hans-Günther Stibbe |
| Bernard Koenen           | SED      | 8           | Fraktionsvorsitzender |
| Frieda Koenen            | SED      | 9           | Mandat am 31. März 1950 niedergelegt. Nachrücker wurde Wilhelm Schaper |
| Hans Kögel               | LDP      | 8           | |
| Anna Kolley              | SED      | 5           | |
| Arthur König             | SED      | 2           | am 6. Oktober 1947 ausgeschieden. Nachrücker wurde Hermann Ebel |
| Willi König              | SED      | 2           | |
| Otto Körting             | VdgB     | Landesliste | Vizepräsident Mandatsniederlegung am 4. September 1950. Nachrücker wurde Alois Pisnik |
| Hellmut Köster           | CDU      |             | |
| Paul Konitzer            | CDU      |             | Nachrücker für Dorothea Lyding am 31. März 1950 |
| Otto Kramer              | LDP      | Landesliste | Mandatsniederlegung am 15. April 1950. Nachrücker wurde am 27. April 1950 Adalbert Kitsche |
| Johannes Kränzlein       | CDU      |             | Nachrücker für Johannes Reuter am 27. April 1950. Mandat am 4. September 1950 niedergelegt. |
| Wolrad Kreusler          | CDU      | 1           | |
| Erich Krüger             | LDP      |             | Dezember 1946 gestorben. Nachrücker wurde am 18. Dezember 1946 Arno Roßberg. |
| Günther Krüger           | LDP      |             | Nachrücker für Kurt Zwies am 4. September 1950. |
| Richard Krüger           | SPD/SED  | 9           | |
| Karl Krügermann          | LDP      |             | Mandat am 4. September 1950 niedergelegt. Nachrückerin wurde Charlotte Walter |
| Friedrich Kümmel         | LDP      | 4           | Mandatsniederlegung am 4. September 1950. Nachrücker wurde Willy Bennemann |
| Gerhard Lekszas          | LDP      |             | Nachrücker für Kurt Dahlenburg am 27. April 1950. |
| Felix Littmann           | LDP      |             | |
| Dorothea Lyding          | CDU      | 8           | Mandatsniederlegung am 25. Februar 1950. Als Nachrücker trat Paul Konitzer am 31. März 1950 in den Landtag ein                                                                                      |
| Rudolf Maisel            | SED      | 7           | |
| Adelheid Martens         | SED      | 1           | |
| Robert Menzel            | SED      | 8           | Am 17. April 1947 als Nachrücker für Ernst Thape eingetreten / Mandat am 27. April 1950 niedergelegt. Nachrücker wurde Gerhard Neukranz.                                                            |
| Anton Miller             | CDU      | 8           | Vizepräsident vom 5. April 1948 bis 21. Juni 1949 Fraktionsvorsitzender vom 10. April 1947 bis 21. Juni 1949 Mandatsniederlegung am 29. Juni 1949. Nachrücker wurde am 10. Oktober 1949 Helmut Enke |
| Helmut Milkert           | SED      |             | Am 3. April 1948 als Nachrücker für Hans Steinbrecher eingetreten |
| Karl Most                | CDU      | 9           | Mandatsaberkennung am 8. Februar 1949, Nachrücker wurde Leopold Syska |
| Hans Müller-Bernhardt    | LDP      |             | |
| Ludwig Müller            | CDU      |             | Nachrücker für Eduard Schilke am 31. März 1950 |
| Ludwig Münz              | LDP      | Landesliste | Schriftführer Mandatsniederlegung im Juni 1950. Nachrücker wurde am 16. Juni 1950 Alfons Hedemann                                                                                                   |
| Adolf Negatsch           | CDU      | 2           | Parteiausschluss am 31. Januar 1950 Flucht nach Westberlin |
| Gerhard Neukranz         | SED      |             | Nachrücker für Robert Menzel am 27. April 1950. |
| Bruno Nitzschke          | CDU      | 6           | Mandatsniederlegung am 16. Juni 1950. Nachrücker wurde Carl Broßmann |
| Otto Nuschke             | CDU      | Landesliste | |
| Hans-Ferdinand Oppenheim | CDU      |             | Nachrücker für Brunislaus Warnke am 16. Juni 1950. |
| Paul Pfeiffer            | SED      | 9           | |
| Alois Pisnik             | VdgB     |             | Nachrücker für Otto Körting am 4. September 1950. |
| Annemarie Pröschel       | SED      | 8           | Mandatsniederlegung am 3. April 1948, schon am 22. März 1948 nach Westdeutschland geflohen. Nachrückerin wurde Änne Stengel                                                                         |
| Hermann Prübenau         | SED      | 1           | |
| Agnes Raab               | CDU      | Landesliste | Schriftführerin |
| Konrad Rapp              | SED      | 3           | |
| Helmut Ressel            | CDU      |             | Nachrücker für Friedrich Hampel am 31. März 1950 |
| Johannes Reuter          | CDU      | 7           | Mandatsniederlegung am 27. April 1950. Nachrücker wurde Johannes Kränzlein |
| Franz Rezniak            | CDU      | Landesliste | |
| Georg Rößler             | SED      | 1           | Am 3. Dezember 1946 als Nachrücker zu Martin Jäger eingetreten |
| Arno Roßberg             | LDP FdM  | 2           | Schriftführer am 25. Juni 1950 Wechsel zur Fraktion der Mitte (FdM) |
| Wilhelm Rost             | CDU      |             | Nachrücker für Werner Hennemann am 4. Mai 1948 |
| Anna Sasse               | SED      | 4           | Schriftführerin |
| Gertrud Sasse            | LDP      |             | Nachrücker für Erna Wenk am 27. April 1950 |
| Erich Schäfer            | LDP      | 9           | Mandatsniederlegung am 6. Oktober 1947. Nachrücker wurde Hans Schmid |
| Wilhelm Schaper          | SED      |             | Am 31. März 1950 als Nachrücker für Frieda Koenen eingetreten |
| Hermann Scharf           | LDP      | 7           | Mandatsniederlegung am 30. März 1950. Nachrücker wurde am 27. April 1950 Ludwig Hoffmann |
| Erich Scheinhardt        | SED      |             | Nachrücker für Wilhelm Kemper am 4. September 1950. |
| Karl Schellenberg        | SED      |             | Nachrücker für Walter Ulbricht am 27. April 1950. |
| Günter Schernbeck        | LDP      | 1           | |
| Eduard Schilke           | CDU      | 1           | Am 17. April 1947 als Nachrücker für Erich Fascher eingetreten / Mandatsaberkennung nach seiner Flucht am 25. Februar 1950. Nachrücker wurde am 31. März 1950 Ludwig Müller                         |
| Max Schlegel             | LDP      | 8           | Mandatsverlust durch Parteiausschluss im September 1950. Nachrücker wurde am 4. September 1950 Fritz Hoffmann                                                                                       |
| Hans Schmid              | LDP      |             | Am 6. Oktober 1947 als Nachrücker für Erich Schäfer eingetreten. Aufhebung der Immunität am 25. Februar 1950. Mandatsniederlegung am 31. März 1950                                                  |
| Anna Schmidt             | SED      | 2           | Am 17. April 1947 als Nachrücker für Klara Schwab eingetreten. |
| Herbert Schmidt          | LDP      |             | Nachrücker für Karl Dannemann am 27. April 1950 |
| Fritz Schneikart         | SED      | 9           | |
| Anna Schob               | SED      |             | Am 31. März 1950 als Nachrücker für Paul Wessel eingetreten |
| Hans Schober             | LDP      |             | Nachrücker für Ferdinand Fritz am 27. April 1950 |
| Willy Schöpfel           | SED      |             | Am 6. Oktober 1948 als Nachrücker für Bruno Böttge eingetreten |
| Michael Schröder         | SED      | 7           | |
| Carl Schulze             | CDU      | 6           | Am 19. März 1947 als Nachrücker für Vera Schumann eingetreten Mandatsverlust am 22. März 1949 wegen Parteiausschluss, auch: Karl                                                                    |
| Otto Schumann            | SED      | 2           | im Januar 1948 verstorben. Nachrückerin wurde Elli Brandt |
| Klara Schwab             | SED      |             | Schriftführerin. Mandat am 17. April 1947 niedergelegt. Nachrücker in wurde Anna Schmidt |
| Kurt Schwarze            | LDP      | 5           | Vizepräsident ab Juni 1948 Fraktionsvorsitzender |
| Robert Siewert           | SED      |             | Mandat am 17. April 1947 zurückgegeben. Nachrücker wurde Adam Wolfram |
| Hans Steinbrecher        | SED      | 1           | Mandatsniederlegung am 3. April 1948. Nachrücker wurde Helmut Milkert |
| Änne Stengel             | SED      |             | Am 3. April 1948 als Nachrücker für Annemarie Pröschel eingetreten |
| Hans-Günther Stibbe      | CDU      |             | Nachrücker für Wilhelm Koch am 27. April 1950 |
| Frieda Stolzenbach       | CDU      |             | Nachrücker für August Jung am 8. April 1949 |
| Leopold Syska            | CDU      |             | Nachrücker für Karl Most am 8. Februar 1949 |
| Ernst Thape              | SED      |             | im September 1948 Flucht nach Westdeutschland wegen drohender Verhaftung. Nachrücker wurde Robert Menzel                                                                                            |
| Walter Ulbricht          | SED      | 2           | Mandat am 27. April 1950 niedergelegt. Nachrücker wurde Karl Schellenberg |
| Paul Verdieck            | SED      | 7           | |
| Frieda Voß               | SED      |             | Nachrücker für Käte Kern am 27. April 1950. |
| Erich Wagenbreth         | SED      | 6           | |
| Charlotte Walter         | LDP      |             | Nachrücker für Karl Krügermann am 4. September 1950. |
| Otto Walter              | SED      | 8           | |
| Brunislaus Warnke        | CDU      | 7           | Mandatsaberkennung am 27. April 1950 wegen Flucht nach Westdeutschland. Nachrücker wurde am 16. Juni 1950 Hans Oppenheim                                                                            |
| Otto Weber               | SED      | 8           | |
| Franz Weichsel           | CDU      | 2           | ab dem 30. März 1950 Vizepräsident |
| Gertrud Weißenfels       | CDU      | 3           | Am 19. März 1947 als Nachrücker für Ernst Deider eingetreten / Mandatsniederlegung am 8. April 1949 aus privaten Gründen, Nachrücker wurde Hans Heinrich Kellermann                                 |
| Erna Wenk                | LDP      | 2           | Mandatsniederlegung im April 1950 |
| Paul Wessel              | SED      | 2           | Mandat am 31. März 1950 niedergelegt. Nachrückerin wurde Anna Schob |
| Martin Wiegel            | LDP      | 9           | von September 1947 bis zum Juni 1948 Fraktionsvorsitzender nach Verkehrsunfall am 8. Mai 1949 verstorben. Nachrücker wurde am 29. Juni 1949 Kurt Biskaborn                                          |
| Franz Woitzyk            | CDU      |             | Nachrücker für Leo Herwegen am 31. Januar 1950 |
| Adam Wolfram             | SED      | Landesliste | Am 17. April 1947 als Nachrücker für Robert Siewert eingetreten. Ab dem 6. Oktober 1948 Landtagspräsident                                                                                           |
| Karl Zepf                | CDU      |             | Mandat niedergelegt am 27. April 1950. Nachrücker wurde Fritz-Gerhard Jordan |
| Wilhelm Zimmermann       | LDP      | 3           | Mandatsniederlegung am 27. April 1950. Nachrücker wurde Werner Bock |
| Erich Zitscher           | LDP      | 1           | Mandatsniederlegung am 30. März 1950 aus gesundheitlichen Gründen |
| Otto Zschäge             | SED      | 8           | |
| Kurt Zwies               | LDP      | Landesliste | Mandatsniederlegung am 4. September 1950. Nachrücker wurde Günther Krüger |

## Die 1949 ernannten Abgeordneten von DBD und NDPD
- Rolf Kaulfersch (NDPD)
- Helfried Grope (NDPD)
- Richard Richter (DBD)
- Heinz Kümmel (DBD)[6]